# ۳-آمینو-۴٬۲٬۱-تری‌آزول
۳-آمینو-۴٬۲٬۱-تری‌آزول (به انگلیسی: 3-Amino-1,2,4-triazole) با فرمول شیمیایی C۲H۴N۴ یک ترکیب شیمیایی است؛ که جرم مولی آن ۸۴٫۰۸ g/mol می‌باشد.